# Prosztaglandin

Prosztaglandin E_{1}

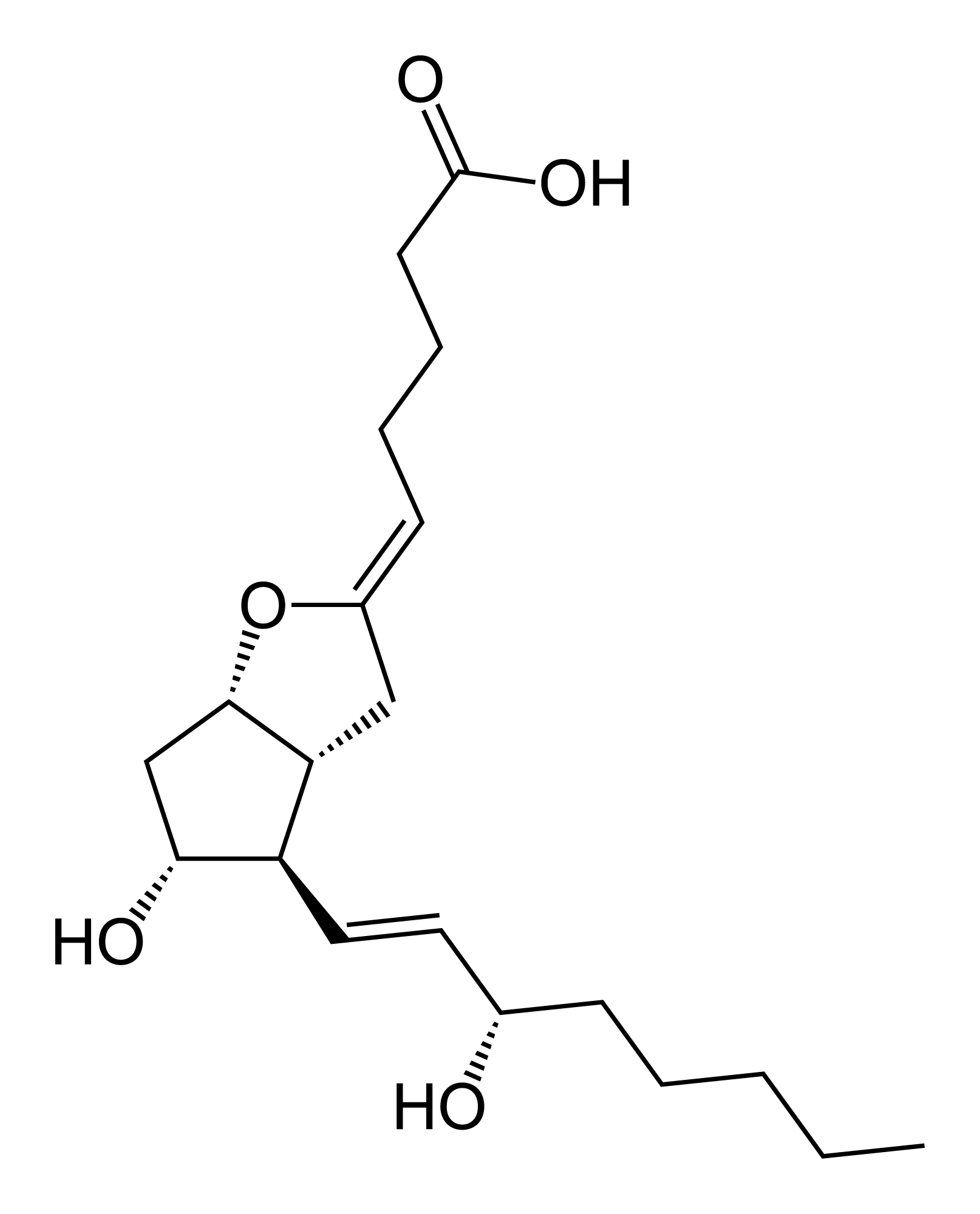
Prosztaglandin I_{2} vagy prosztaciklin

A prosztaglandinok hormonhatással rendelkező lipidmolekulák, amelyek az állati (és emberi) szövetekben zsírsavakból keletkeznek. Közös jellemzőjük, hogy 20 szénatomból állnak és egy öt szénatomos gyűrűt is tartalmaznak. A jeltovábbító molekulák eikozanoid (20 szénatomos zsírsavak oxidációjából származó vegyület) csoportjába tartoznak.
Hatásaik igen változatosak a különböző szövetekben, sőt egyik szervben akár ellentéte is lehet egy másikban kifejtett hatásának. Helyi funkciója az őt megkötő receptortól és az ezáltal elindított sejten belüli szignáltól függ. A prosztglandinok jellemzően az őt termelő sejtre (autokrin hatás) vagy a közvetlen környezetre (parakrin hatás) gyakorolnak szabályozó befolyást. A többi hormontól abban is különböznek, hogy nem egy adott szerv termeli őket, hanem az egész szervezetben szétszórva, a legtöbb szövetben helyben szintetizálódnak.
A prosztaglandinoknak két származékuk van: a prosztaciklinek és tromboxánok. Az előbbiek a véredények falaiban képződnek, hatékony helyi értágítók és a vérlemezkék összecsapzódásának akadályozásával gátolják a véralvadást és vérrögképződést. A gyulladási folyamatban is részt vesznek. Ezzel szemben a vérlemezkékben szintetizált tromboxánok összehúzzák az érfalak simaizmait és elősegítik a vérlemezke-aggregációt.

## Felfedezésük
A prosztaglandinokat először a svéd Ulf von Euler izolálta 1935-ben ondófolyadékból. Úgy vélte, hogy a prosztata választja el, ezért adott a vegyületnek erre utaló nevet. Valójában az ondóhólyag termeli. A későbbiekben kimutatták, hogy a prosztaglandinok többféle szövetben is képződnek és funkciójuk igen változatos. Kémiai szintézisüket a későbbi Nobel-díjas Elias James Corey végezte el 1969-ben. 1982-ben Sune Bergström, Bengt Samuelsson és John Robert Vane orvosi Nobel-díjat kaptak annak a felfedezéséért, hogy az aszpirin gátolja a prosztaglandinok szintézisét.

## Bioszintézisük

Az eikozanoidok bioszintézise

A prosztaglandinok szinte minden szövetben és szervben megtalálhatóak. A legtöbb sejt szintetizálja őket és velük szabályozza a saját vagy a környező sejtek működését.
A kiindulópontja az arachidonsav, ahol a szintézis útja kettéágazik. Az egyik úton a ciklooxigenáz enzim készít belőle tromboxánt, prosztaciklint vagy prosztaglandin D-t, E-t vagy F-et. A másik lehetőség, hogy a fehérvérsejtekben, makrofágokban a lipoxigenáz enzim leukotriéneket termel. A kész prosztaglandinok aktív transzporttal kerülnek ki a sejt környezetébe.
A ciklooxigenáznak két formája van, a COX-1 a sejt alapműködése során is aktív, míg a COX-2-t különböző citokinek és növekedési faktorok aktiválhatják.
Azonosították a kisebb csoportok szintézisét végző enzimeket is. Például a prosztglandin D-szintáz állítja elő a prosztglandin H2-ből (PGH2) a PGD2-t; a prosztaciklin-szintáz pedig a PGH2-ből készít PGI2-t. 

## Funkcióik
A különböző sejttípusokon legalább tíz különböző prosztaglandinreceptort fedeztek fel. A többi receptorhoz hasonlóan ezek is hét transzmembrán régióval rendelkeznek és G-proteinekhez kapcsolódnak. A receptorok különbözősége és különböző szervekben való előfordulása azzal jár, hogy a prosztaglandinok igen változatos hatásokat tudnak kifejteni:
- összehúzódásra vagy elernyedésre bírják a simaizomsejteket
- elősegítik vagy gátolják a vérlemezkék aggregációját
- érzékenyítik a gerincvelő neuronjait a fájdalomingerre
- megindítják a szülést
- csökkentik a szemnyomást
- szabályozzák a gyulladási folyamatot
- szabályozzák a kalciumtranszportot
- szabályozzák más hormonok szintézisét
- befolyásolják a sejtek növekedését
- a hipotalamuszon keresztül lázat okozhatnak
- a vese mezengiális sejtjei révén növelhetik a vese filtrációs rátáját
- a gyomor parietális sejtjeiben csökkenthetik a gyomorsavtermelést
- patkányban hatnak az agy hímekre jellemző viselkedésének kialakításában[4]

Mivel igen gyorsan lebomlanak, hatásuk legtöbbször csak helyi, vagy magára a kibocsátó sejtre (autokrin hatás) vagy a környező sejtekre (parakrin) hat.

## Típusai
Az alábbi táblázatban a prosztaglandin I2 (prosztaciklin) az E2 és az F2α hatásai kerülnek összehasonlításra:
| Típus | Receptor   | Funkció |
| ----- | ---------- | --- |
| PGI2  | IP         | - értágulás - vérlemezke-aggregáció gátlása - hörgőkitágulás |
| PGE2  | EP1        | - hörgő-összehúzódás - emésztőszervek simaizmainak összehúzódása |
| PGE2  | EP2        | - hörgőkitágulás - emésztőszervek simaizmainak ellazulása - értágulás |
| PGE2  | EP3        | - gyomorsavtermelés csökkenése - gyomorfal nyálkatermelésének növelése - terhes nőkben méhösszehúzódás - emésztőszervek simaizmainak összehúzódása - zsírlebontás gátlása - autonóm idegrendszer neurotranszmittereinek felszabadítása - vérlemezke-aggregáció fokozása |
| PGE2  | ismeretlen | - fájdalomérzet fokozódása - láz |
| PGF2α | FP         | - méhösszehúzódás - hörgő-összehúzódás |

## Klinikai alkalmazások
A szintetikus prosztaglandinokat a következő célokra alkalmazhatják:
- a szülés megindítására vagy abortusz esetén (PGE2 vagy PGF2, szükség esetén a progeszteronantagonista mifeprisztonnal együtt)
- cianotikus szívfejlődési rendellenességgel született csecsemők esetén a ductus arteriosus záródásának megakadályozására(PGE1)
- gyomorfekély megelőzésére vagy kezelésére (PGE)
- értágítóként iszkémiás betegekben vagy Raynaud-jelenségben
- légzőszervi magas vérnyomás esetén
- zöldhályog kezelésében (PGF2α)
- impotencia kezelésére vagy péniszműtét utáni rehabilitációnál (PGE1).[8]
- madarak tojásrakó képességének zavara esetén[9]
- kozmetikai termékekben szempilla- és szemöldöknövesztő szerként

### Gátlószerek
- nemszteroid gyulladáscsökkentők, amelyek gátolják a ciklooxigenázokat (pl. aszpirin, ibuprofen, naproxen)
- kortikoszteroidok (gátolják a foszfolipáz A2-t)
- a COX-2 inhibitorai (celecoxib, rofecoxib stb.)
- a gyulladáscsökkentő hatású ciklopentenon prosztaglandinok

## Fordítás
- Ez a szócikk részben vagy egészben  a   Prostaglandin című angol Wikipédia-szócikk ezen változatának fordításán alapul.  Az eredeti cikk szerkesztőit annak laptörténete sorolja fel. Ez a jelzés csupán a megfogalmazás eredetét és a szerzői jogokat jelzi, nem szolgál a cikkben szereplő információk forrásmegjelöléseként.